# Budynek VI Liceum Ogólnokształcącego w Katowicach
Budynek VI Liceum Ogólnokształcącego im. Jana Długosza w Katowicach – budynek szkolny w Katowicach, położony przy ulicy Lwowskiej 2, na terenie dzielnicy Szopienice-Burowiec. Oddany został do użytku w 1905 roku dla potrzeb szkoły żeńskiej, a od 1947 roku był siedzibą powstałego wówczas liceum ogólnokształcącego – późniejszego VI Liceum Ogólnokształcącego im. Jana Długosza w Katowicach. Wpisany jest do rejestru zabytków nieruchomych.

## Historia

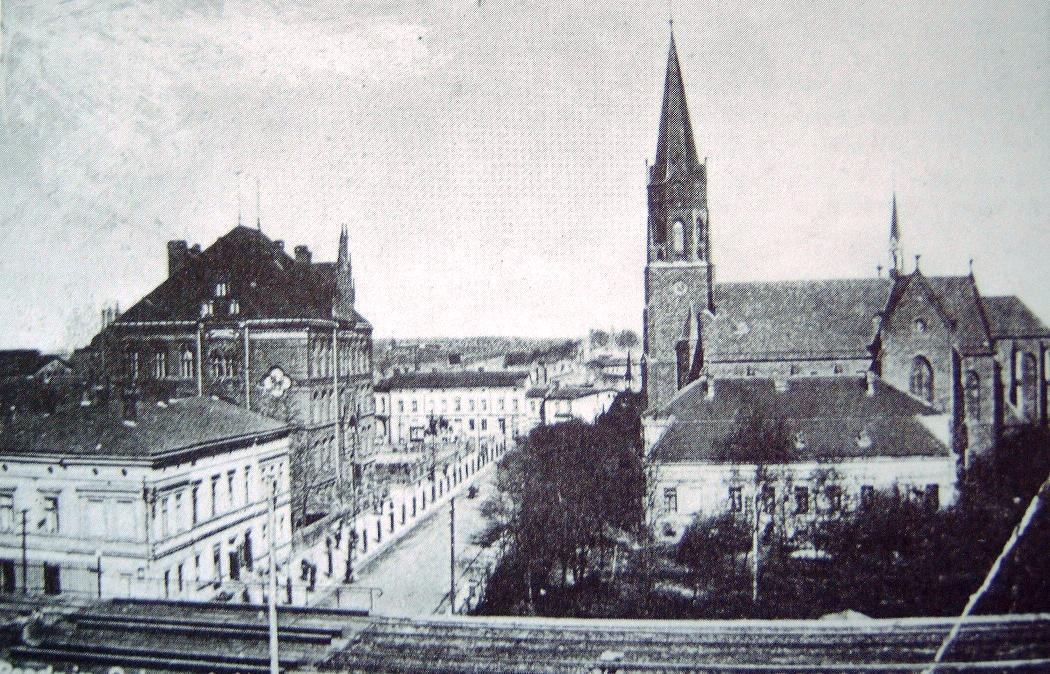
Fragment Roździenia i Szopienic w 1922 roku; po lewej widoczny gmach późn. VI Liceum Ogólnokształcącego

Gmach został wzniesiony w 1904 roku, w latach 1904–1905, 1904–1906 bądź w 1906 roku w miejsce wcześniejszego budynku szkolnego według projektu opolskiego budowniczego Carla Kunzego (bądź Kuntzego). 1 lipca 1905 roku został oddany do użytku jako siedziba katolickiej szkoły ludowej dla dziewcząt nr 4 w Roździeniu. Powstał wówczas budynek wyposażony w centralne ogrzewanie, z przestronnymi salami lekcyjnymi, kuchnią i jadalnią.
W 1914 roku mieścił się tutaj szpital wojskowy i punkt żywnościowy, a w okresie III powstania śląskiego, które wybuchło w nocy z 2 na 3 maja 1921 roku, obiekt stał się siedzibą Naczelnej Komendy Wojsk Powstańczych. W gmachu tym rezydował dyktator powstania Wojciech Korfanty, a także zakwaterowano w nim prawie 100 żandarmów wojsk powstańczych. Komenda działała tam do końca powstania.
Po przyłączeniu części Górnego Śląska do Polski (wraz z Roździeniem i Szopienicami) 1 września 1922 roku w budynku tym rozpoczęła działalność ośmioklasowa publiczna szkoła żeńska nr IV, która w 1937 roku stała się placówką koedukacyjną. W 1947 roku z inicjatywy Mariana Mielęckiego i Stanisława Zabierowskiego powstało tutaj liceum ogólnokształcące – późniejsze VI Liceum Ogólnokształcące im. Jana Długosza w Katowicach.
30 grudnia 1994 roku budynek wpisano do rejestru zabytków nieruchomych – ochroną objęto cały budynek. W 2001 roku za gmachem liceum wzniesiono salę gimnastyczną, w 2010 roku wzmocniono stropy, a w 2015 roku wyremontowano elewację i szczyty.

## Charakterystyka

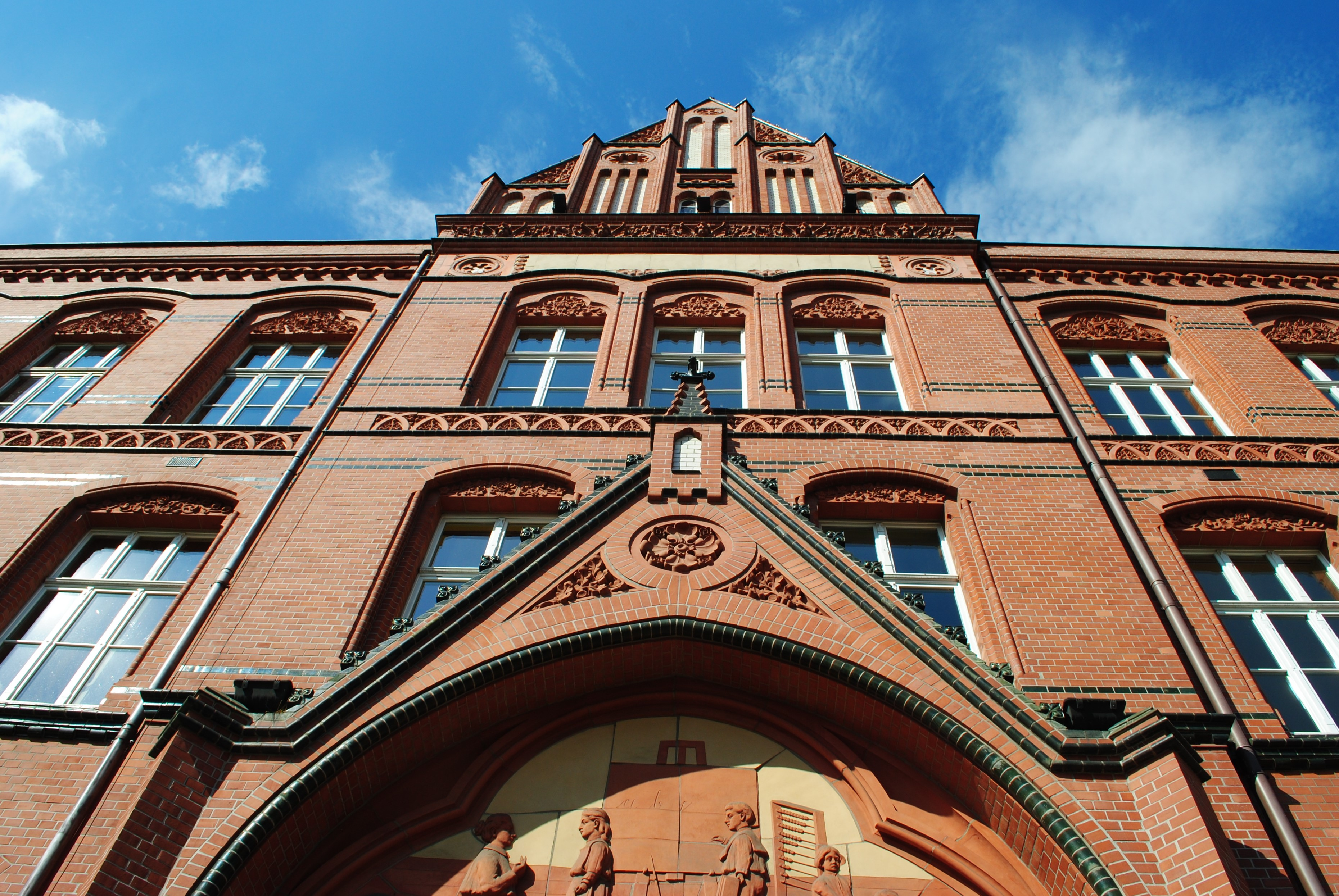
Fragment fasady budynku (2020)

Budynek położony jest przy ulicy Lwowskiej 2 w Katowicach, w granicach dzielnicy Szopienice-Burowiec. Jest siedzibą VI Liceum Ogólnokształcącego im. Jana Długosza w Katowicach.
Jest to obiekt murowany z cegły, zwieńczony dachem czterospadowym krytym dachówką. Wzniesiony jest na rzucie prostokąta. Jego powierzchnia użytkowa wynosi 1 506 m², a powierzchnia zabudowy 618 m². Liczy pięć kondygnacji nadziemnych i jedną podziemną.
Wybudowany został w stylu neogotyckim. Posiada charakterystyczny portal wejściowy z tympanonem, w którym znajduje się  płaskorzeźba przedstawiająca sceny z życia szkolnego. Podobne płaskorzeźby umieszczono na bocznych ścianach budynku – przedstawiają one chłopców przy zajęciach technicznych i dziewczęta w kuchni. Wypełnione są one ornamentami w kształcie czterolistnej koniczyny. Ponadto na budynku znajdują się takie elementy dekoracyjne, jak: obramienia okienne, ceglane fryzy czy gzymsy. Fasadę wieńczy szczyt udekorowany blendami i żabkami.
Na fasadzie gmachu znajdują się dwie kamienne tablice – jedna informująca o tym, że w czasie III powstania śląskiego znajdowała się tutaj siedziba naczelnego dowództwa i rady powstańczej, a druga zawieszona została w październiku 2005 roku na pamiątkę obchodów 100-lecia szkoły.
Gmach wpisany jest do rejestru zabytków nieruchomych pod nr. A/520/2019. Ponadto ujęty jest w gminnej ewidencji zabytków miasta Katowice.

## Galeria

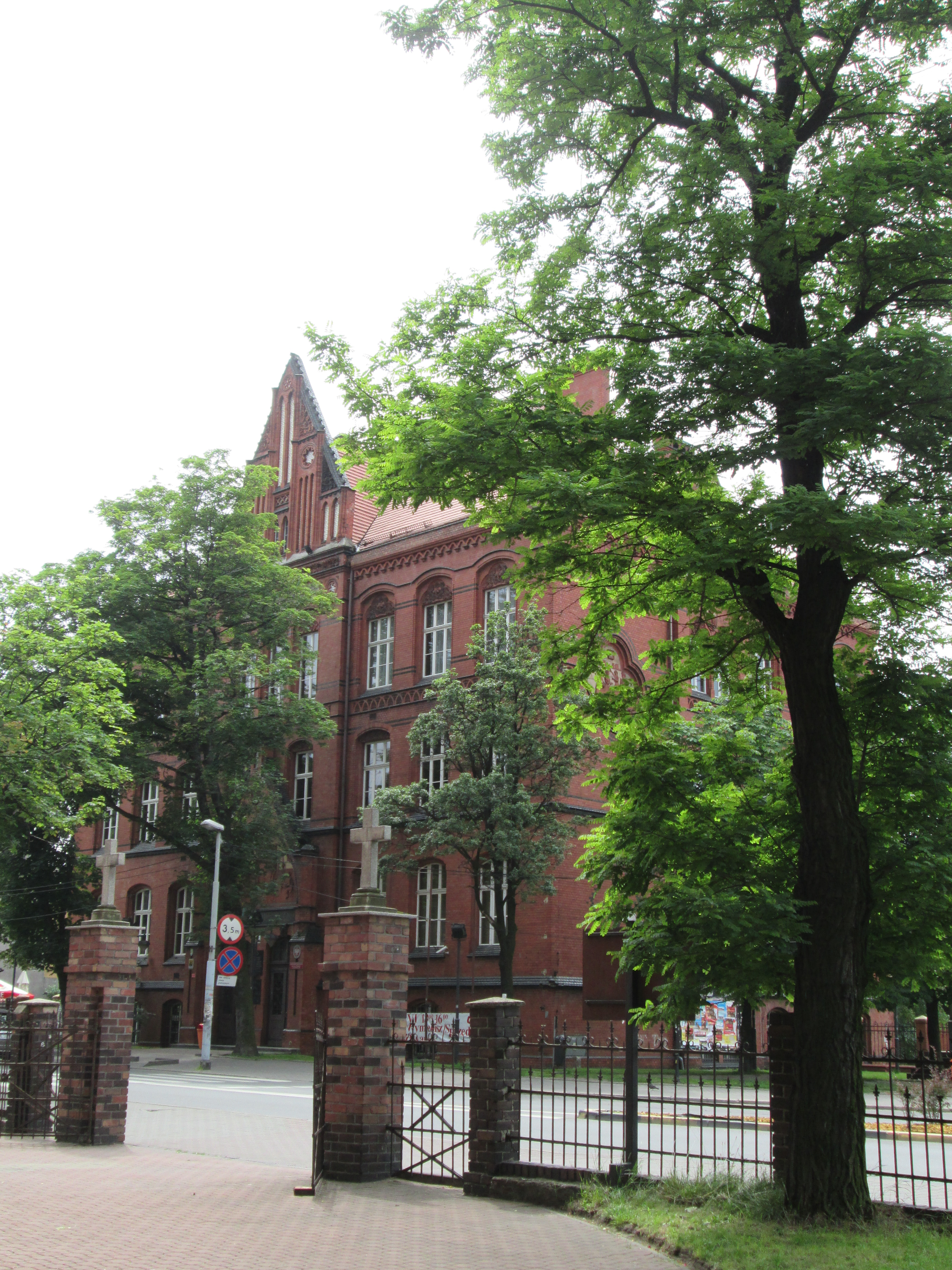
Gmach od strony północno-wschodniej (2014)
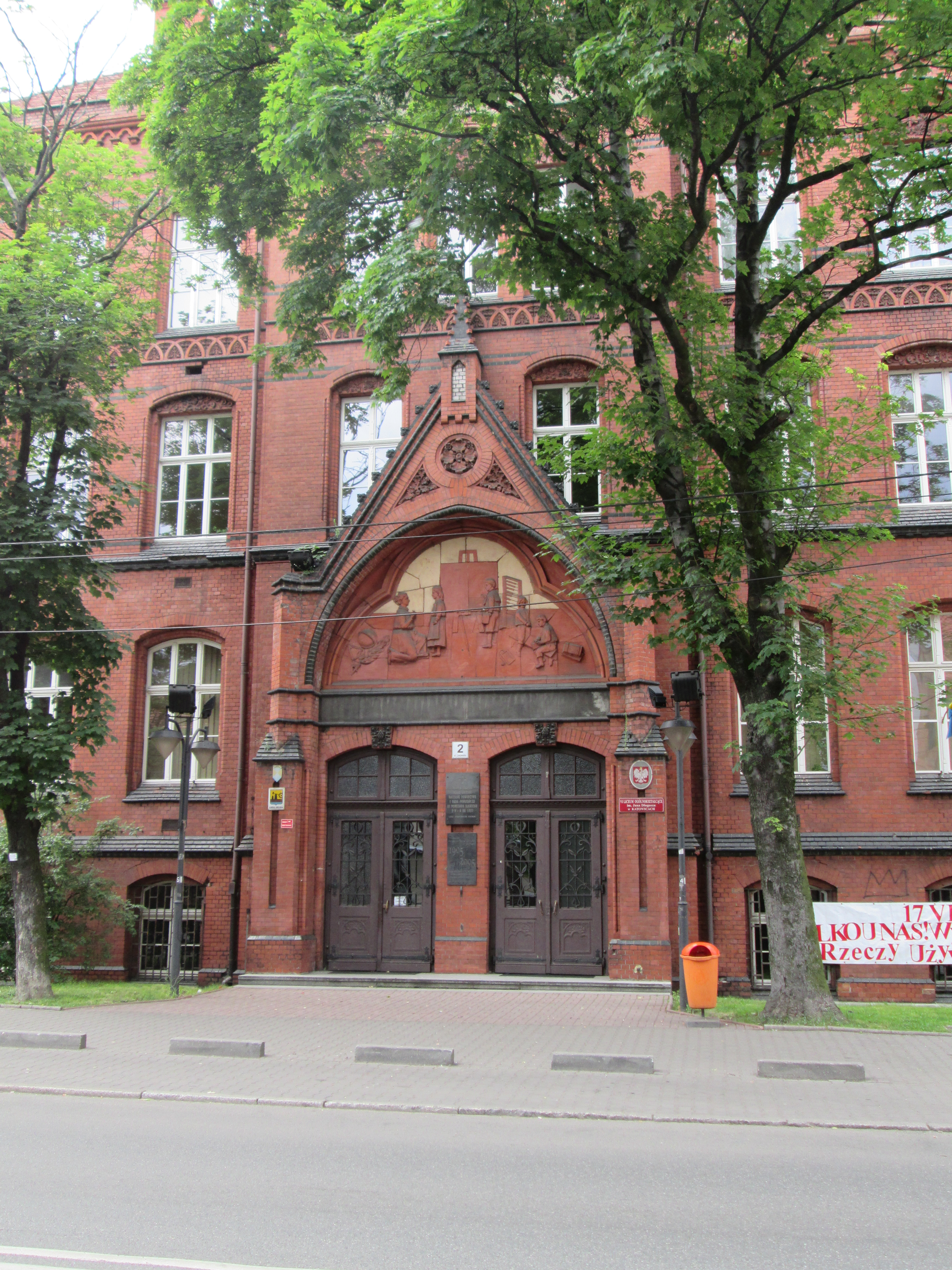
Portal wejściowy z płaskorzeźbą w tympanonie (2014)
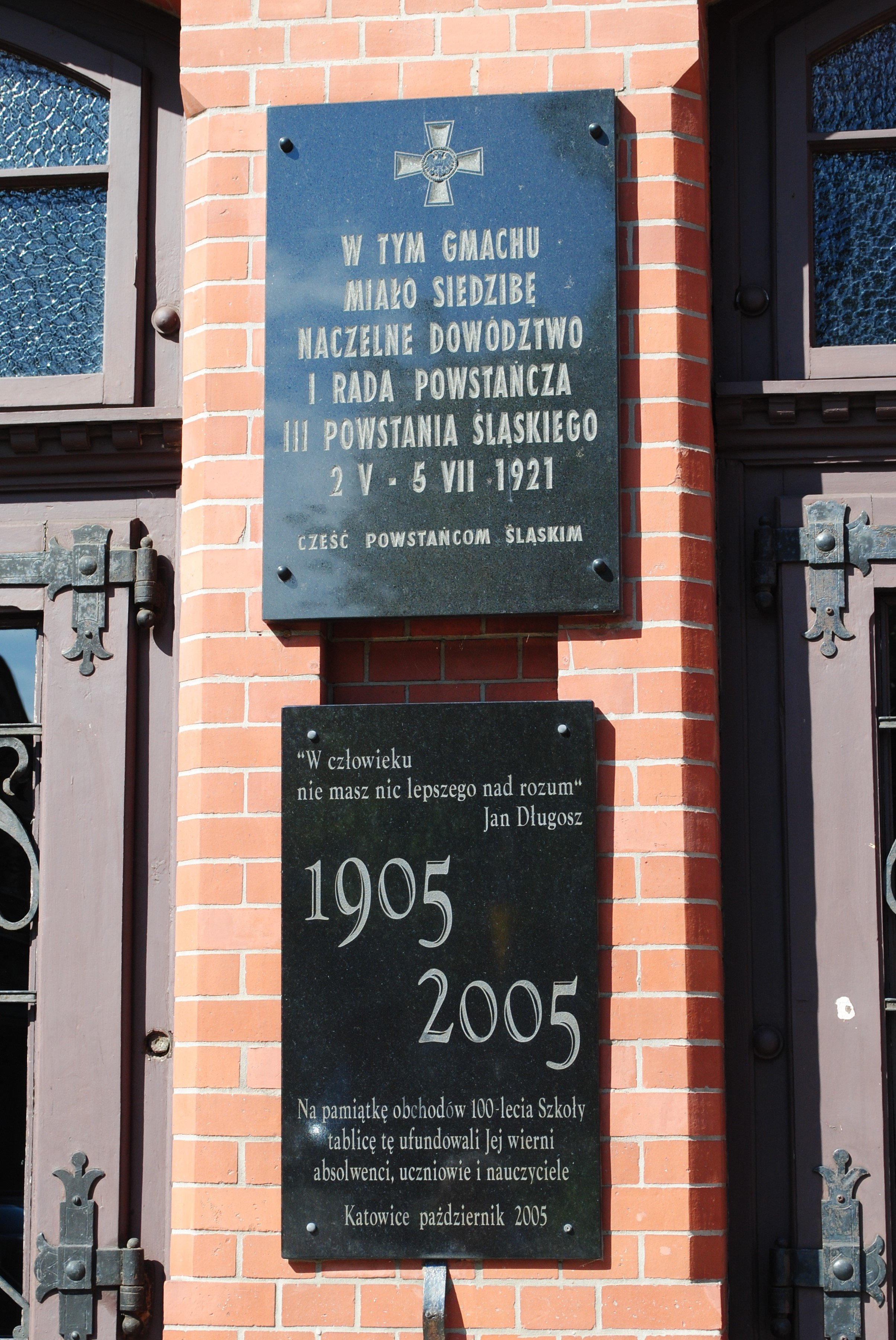
Tablice pamiątkowe przy głównym wejściu do gmachu (2020)
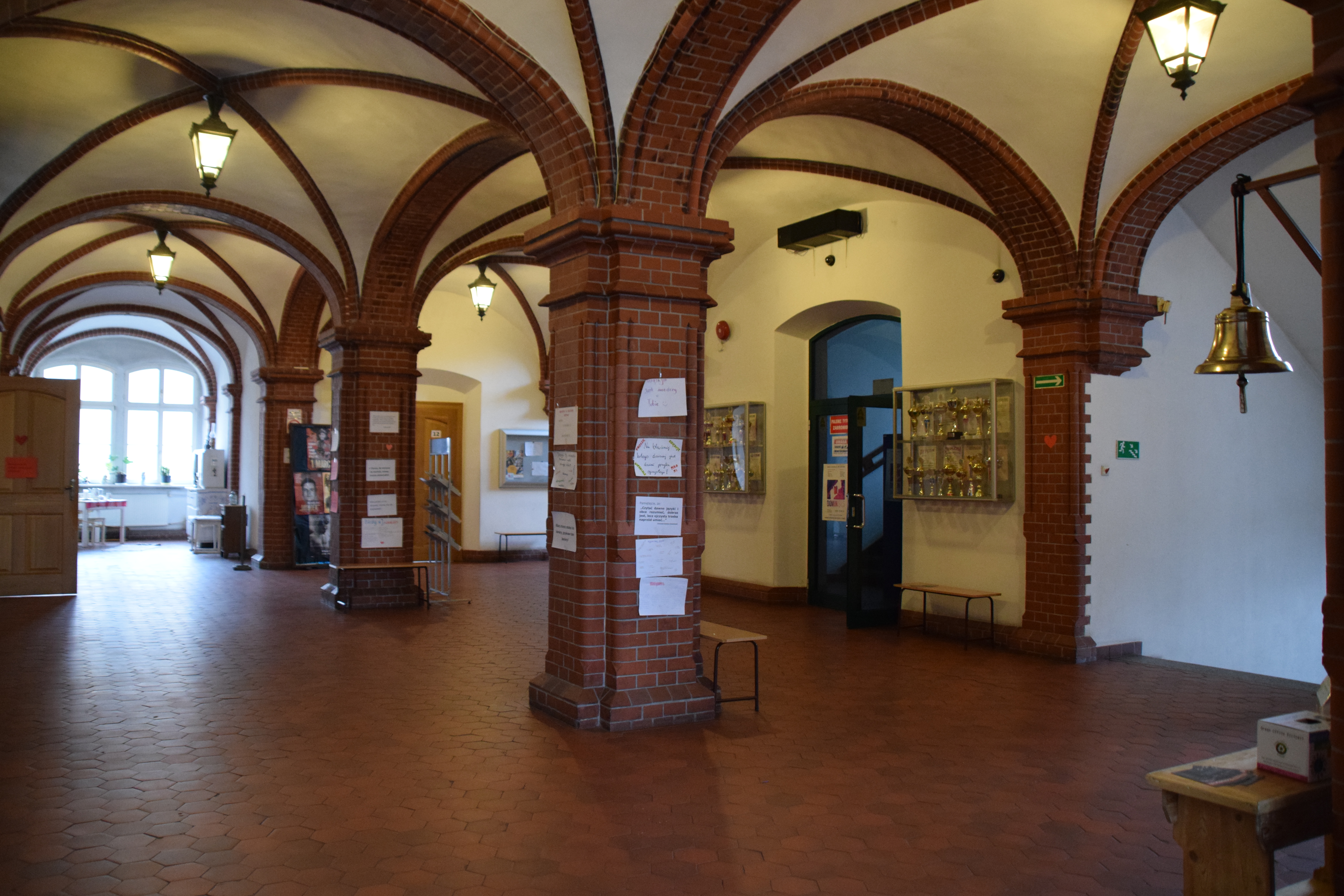
Korytarz we wnętrzu gmachu szkoły (2020)
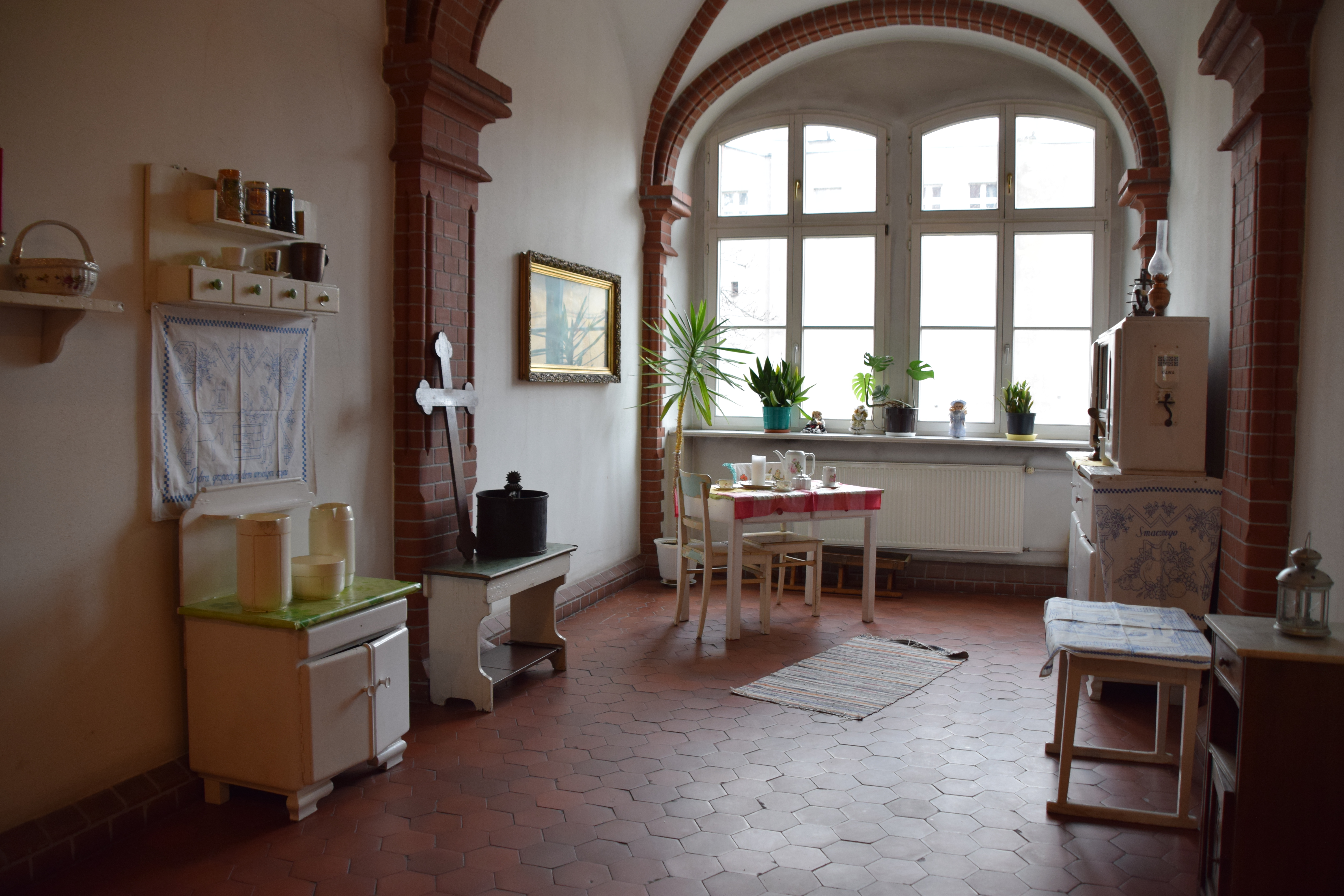
Izba muzealna wewnątrz gmachu szkoły (2020)